# Cardiff-universiteit
De Cardiff-universiteit (Engels: Cardiff University) is een universiteit, gelegen in Cardiff (Wales), opgericht in 1883. Voor augustus 2004 stond de universiteit officieel bekend als University of Wales, Cardiff. De universiteit bevat 29 academische scholen en vier afstudeerscholen.
De universiteit staat op een ranglijst van de beste universiteiten ter wereld op nummer 122 (2016). Volgens de QS-ranglijst van beste universiteiten behoort Cardiff tot de wereldwijde top 50 op de gebieden van communicatie en Mediastudies (23), architectuur (38), tandheelkunde (46) en mijnbouwkunde (49). Cardiff behoort tevens tot de top 100 voor de gebieden van Burgerlijke Ingenieurswetenschappen, Psychology, Farmaceutica, Taalkunde en Literatuur, Geografie en Sociologie.

## Afbeeldingen

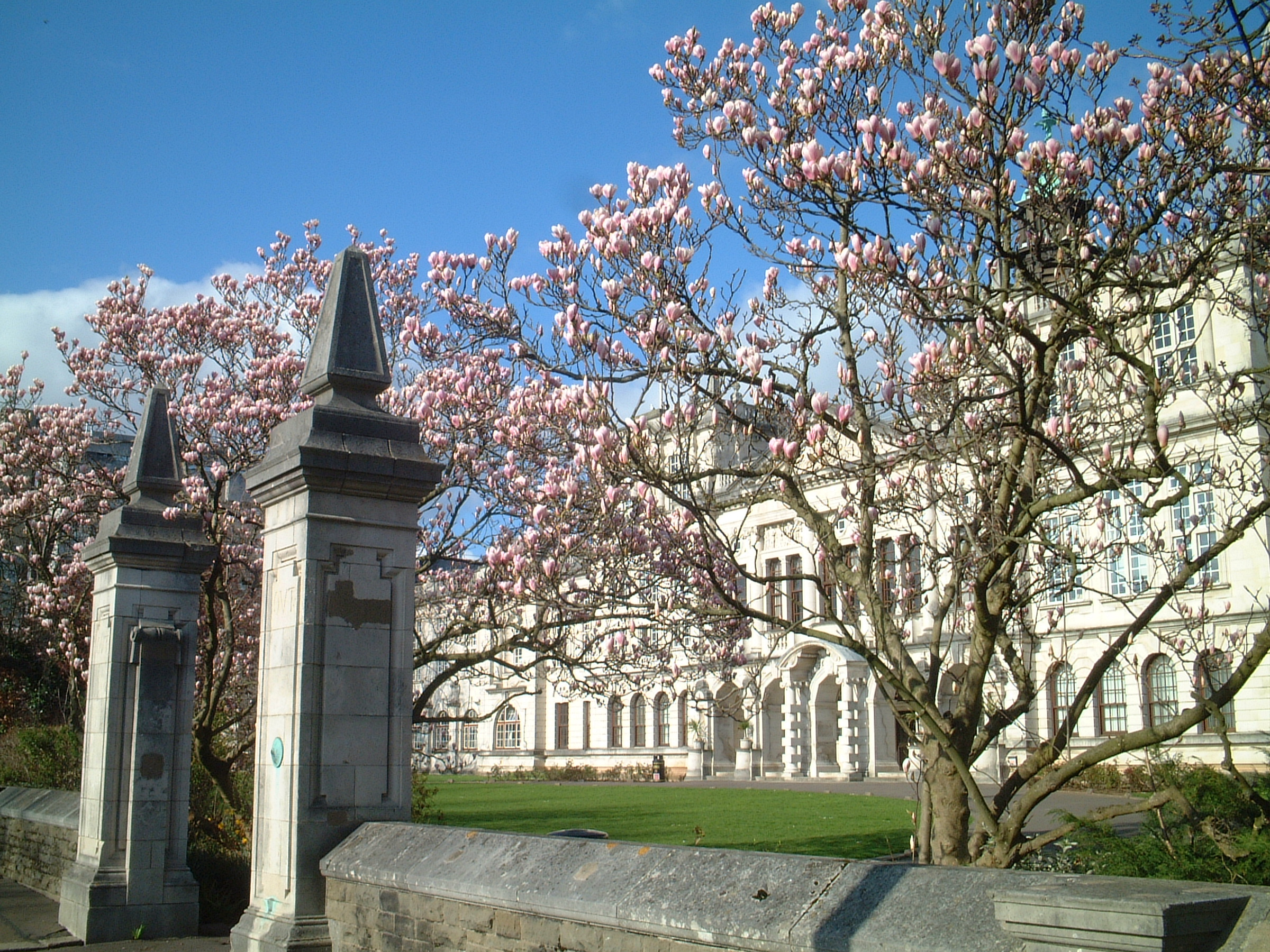
Hoofdgebouw
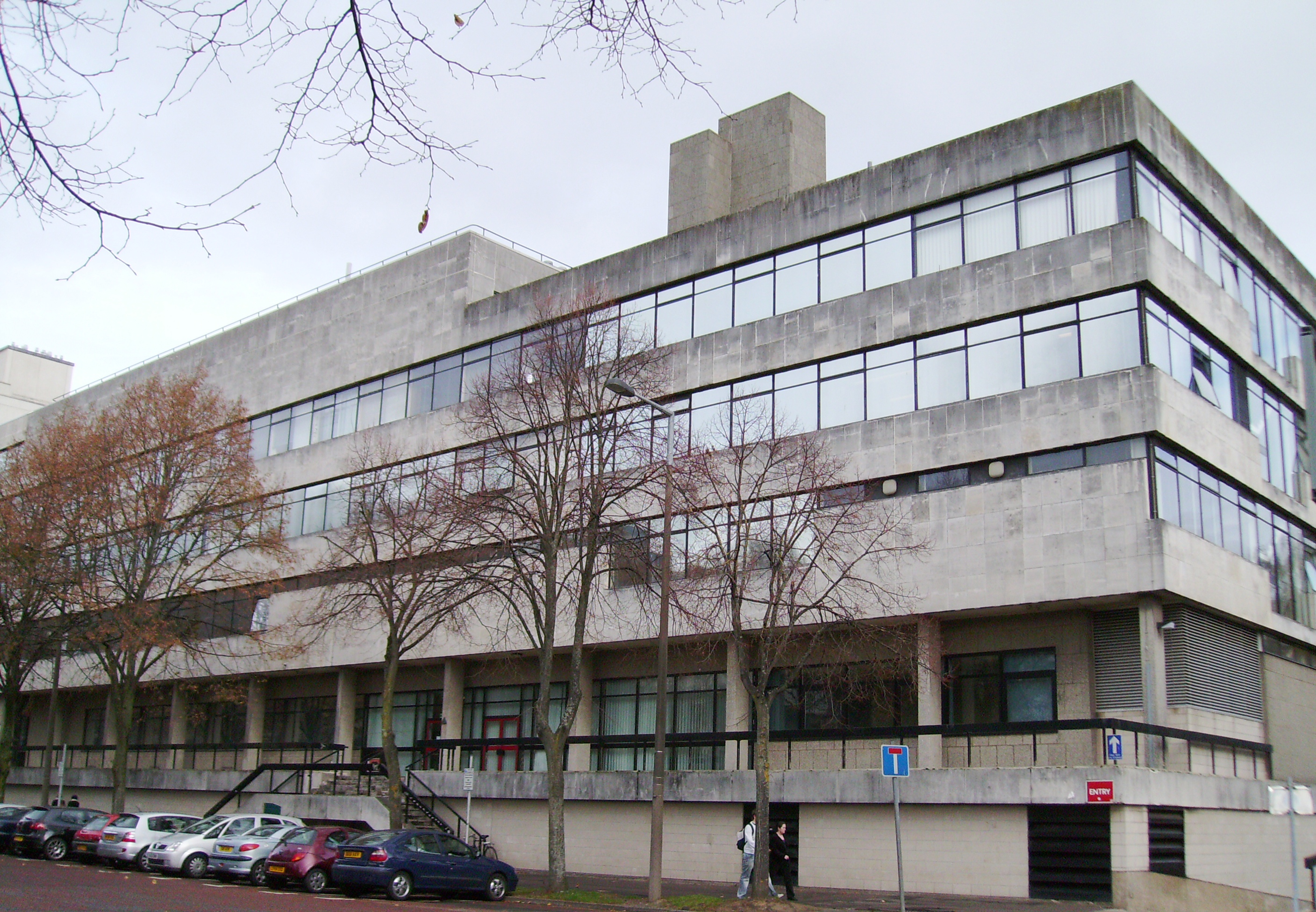
Biowetenschappen-gebouw
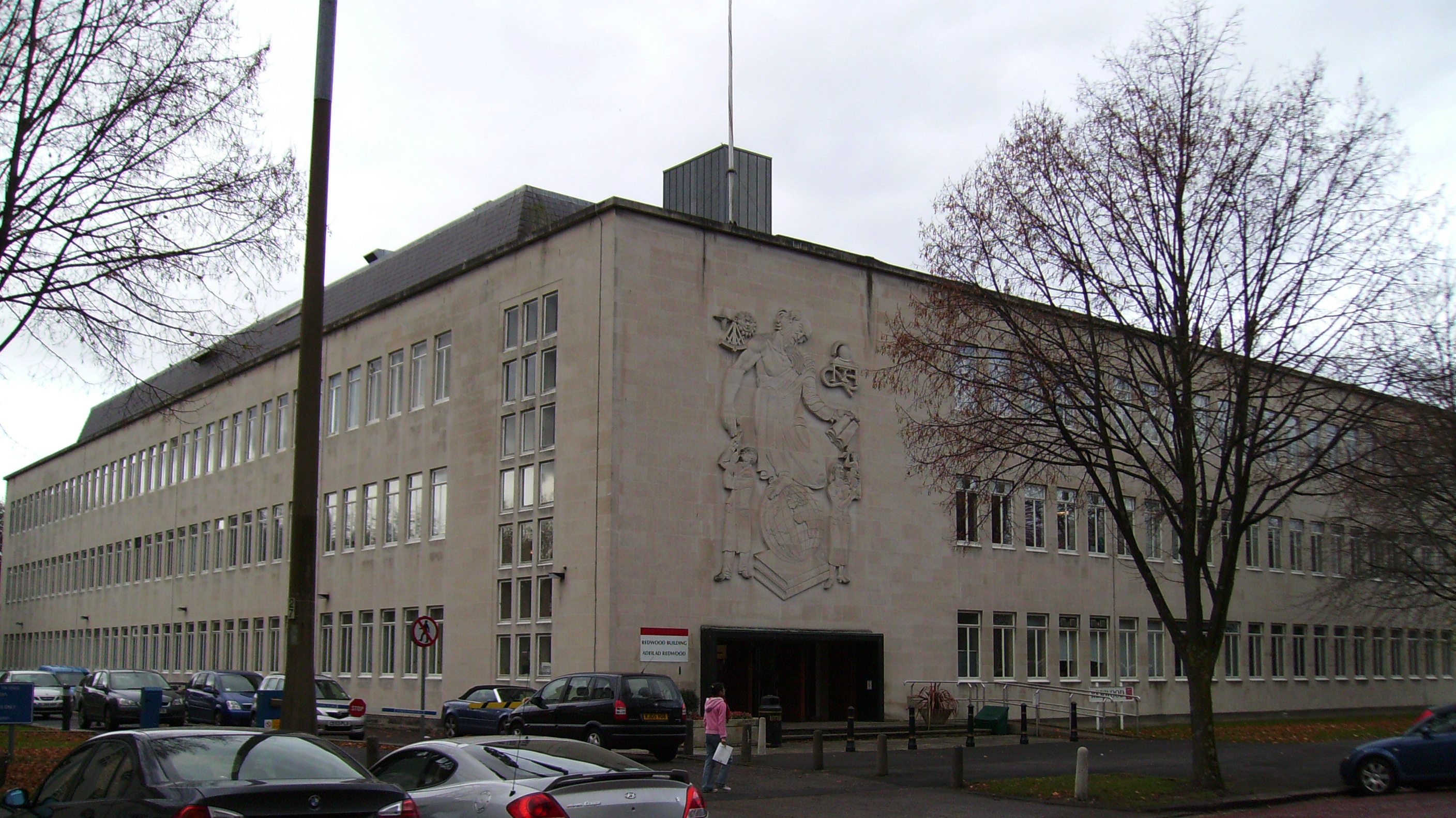
Redwood-gebouw
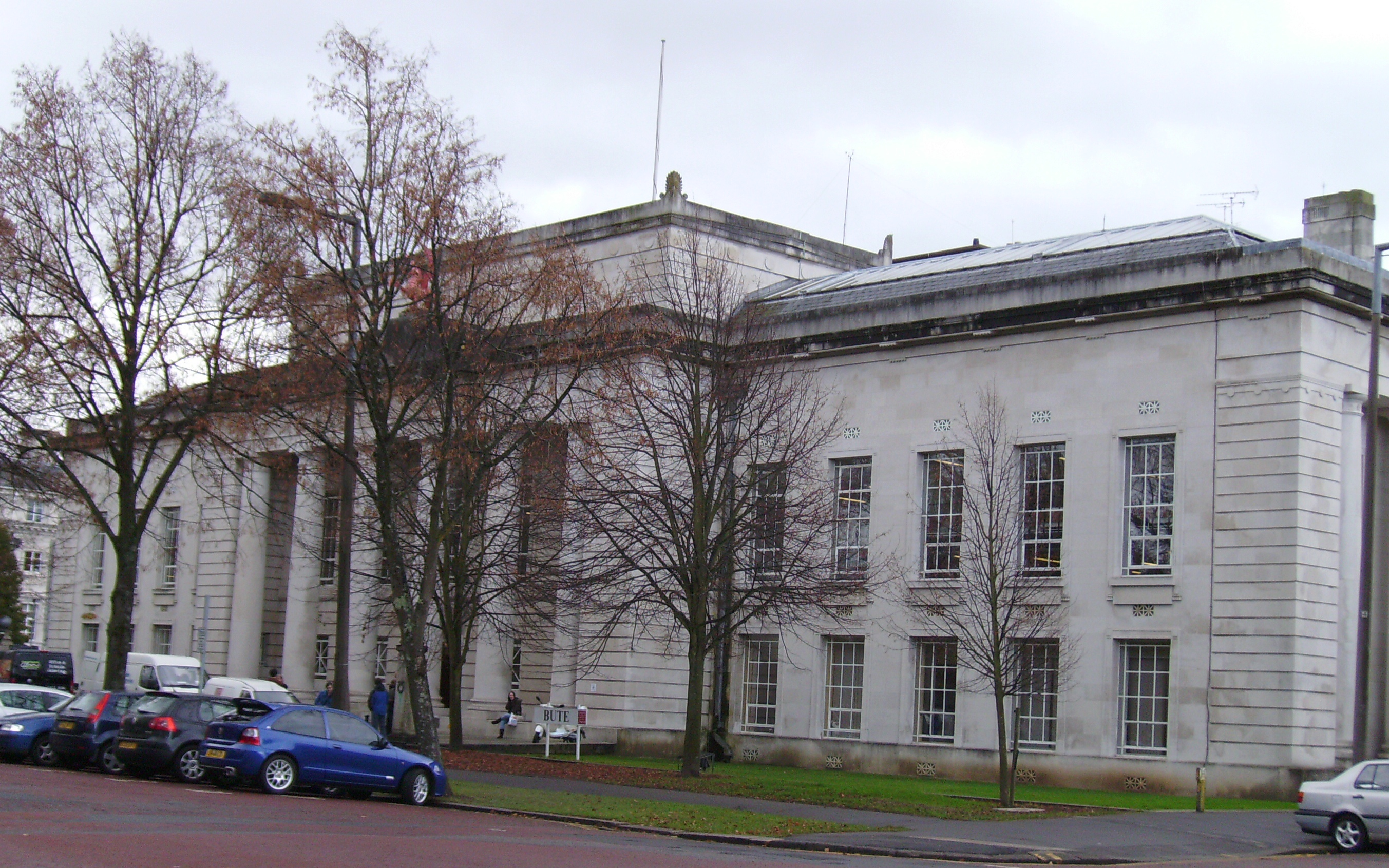
Bute-gebouw
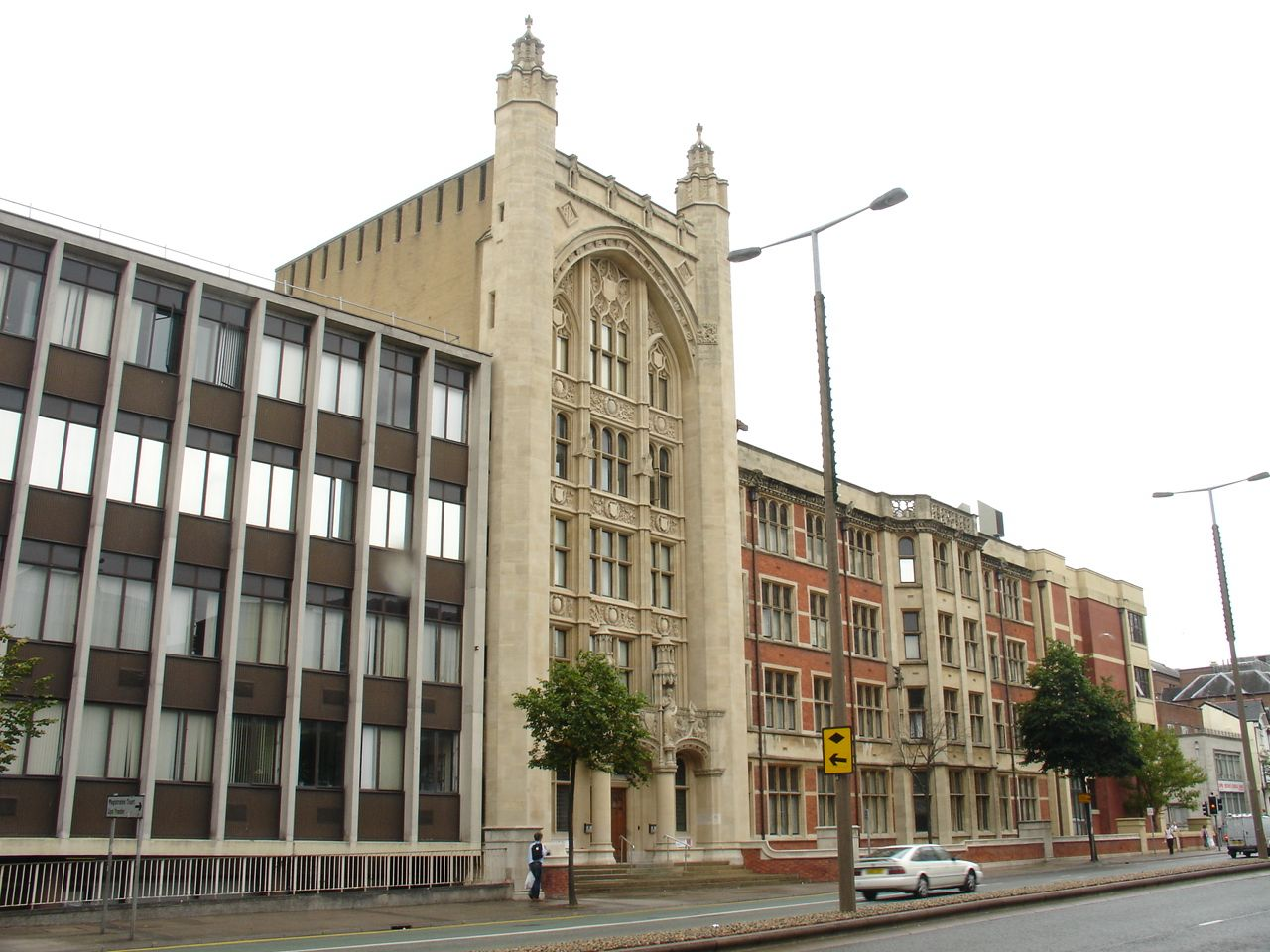
Elektrische Techniek-gebouw
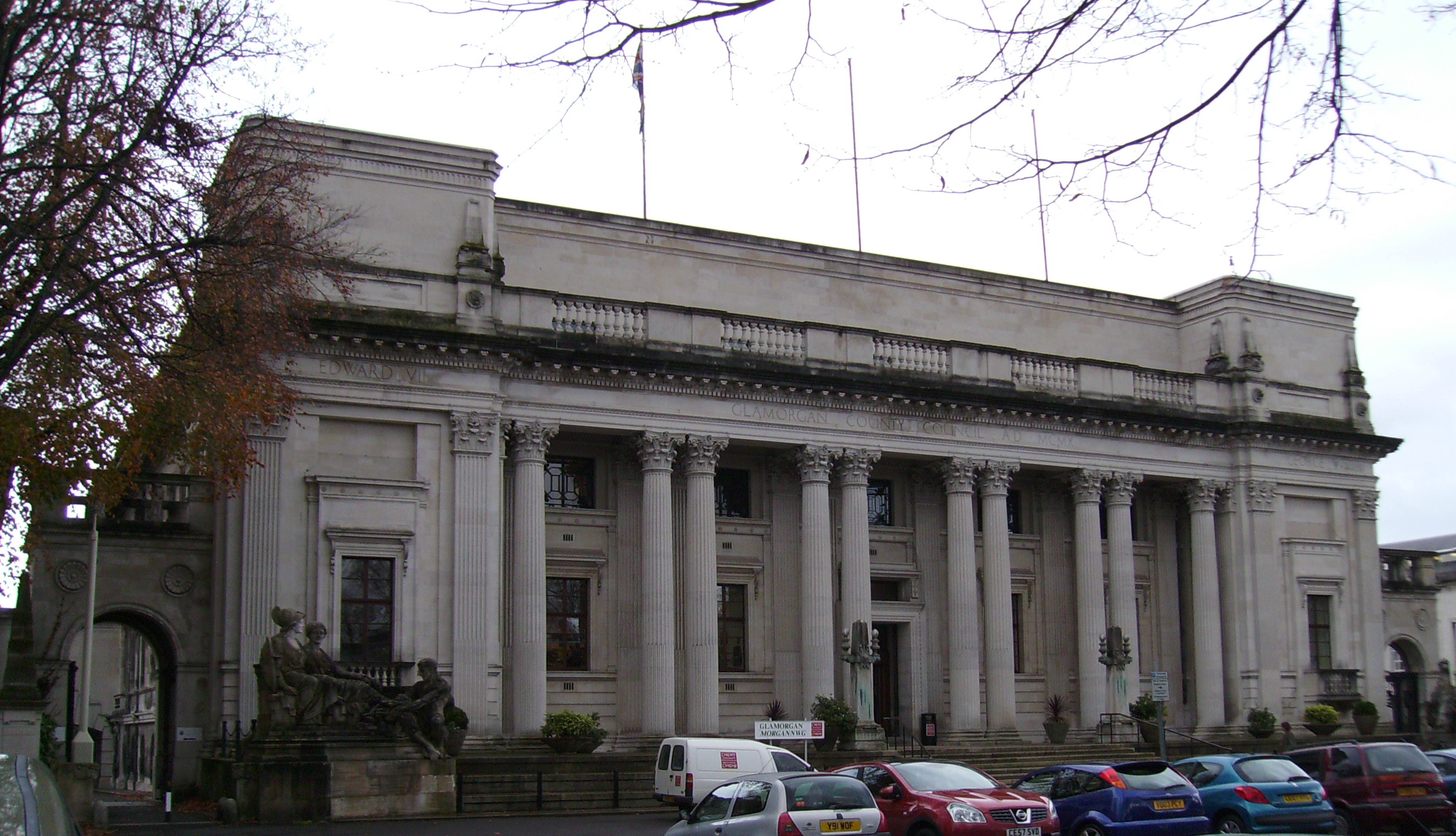
Glamorgan-gebouw
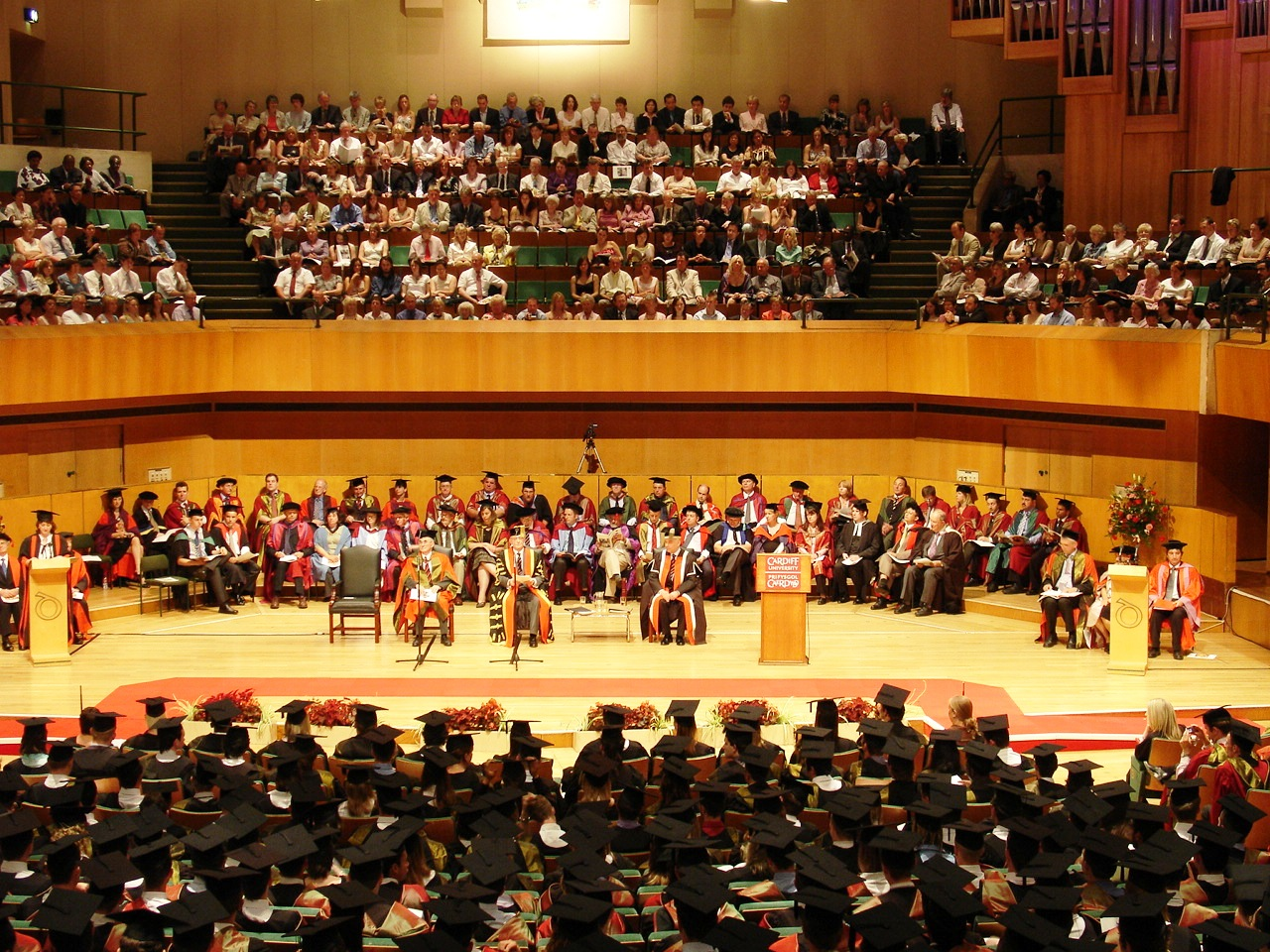
Afstudeerceremonie